# Susan E. Hinton
Susan Eloise Hinton (* 22. Juli 1948 in Tulsa, Oklahoma) ist eine US-amerikanische Schriftstellerin.

## Leben
Hinton schrieb seit den 1960er Jahren mehrere preisgekrönte Romane für Jugendliche. Mit ihrem Erstling Die Outsider, der 1967 erschien, wurde die neunzehnjährige Autorin berühmt und galt als Die Stimme der Jugend.  1971 folgte Jetzt und hier, 1975 der Roman Rumble Fish, der ebenso wie Die Outsider zu Beginn der 1980er Jahre als Vorlage für Filme von Francis Ford Coppola diente, in denen viele Schauspieler der sogenannten Brat-Pack-Generation ihre Karrieren starteten. Matt Dillon spielte dabei in Rumble Fish und auch in der Verfilmung von Tex die Hauptrolle. In den ersten drei Verfilmungen ihrer Bücher war Hinton selbst in kleineren Rollen zu sehen, so spielte sie in Die Outsider eine Krankenschwester. Zu Rumble Fish schrieb sie auch das Drehbuch.
Einige Werke wurden vom Jugend-Schriftsteller Andreas Steinhöfel neu übersetzt, die älteren Übersetzungen stammen in der Regel von Hans-Georg Noack.
In den Büchern geht es häufig um Probleme der sozial schwächeren Jugendlichen in Hintons Geburtsort Tulsa. Ihre Helden sind in der Regel Jugendliche der Unterschicht, die sich trotz eines oft schwierigen familiären Umfeldes gesellschaftlich behaupten müssen.

## Auszeichnungen
- 1988: Margaret Edwards Award

## Werke
- 1967: The Outsiders. Viking Children’s Book, New York.
  - Deutsche Ausgabe: Am Rande von Oklahoma. Aus dem amerikanischen Englisch übersetzt von Hans-Georg Noack. Signal-Verlag Hans Frevert, Baden-Baden 1969.
  - Neuübersetzung: Die Outsider. Aus dem amerikanischen Englisch übersetzt von Andreas Steinhöfel. dtv Verlagsgesellschaft, München 2001
- 1971: That was then, this is now. Viking Pinguin, New York.
  - Deutsche Ausgabe: Jetzt und hier. Aus dem amerikanischen Englisch übersetzt von Hans-Georg Noack. Signal-Verlag Hans Frevert, Baden-Baden 1972.
- 1975: Rumble Fish. Dell Publishing, New York.
  - Deutsche Ausgabe: Kampffische. Aus dem amerikanischen Englisch übersetzt von Hans-Georg Noack. Signal-Verlag Hans Frevert, Baden-Baden 1975.
  - Neuübersetzung: Rumble Fish. Aus dem amerikanischen Englisch übersetzt von Andreas Steinhöfel. Arena Verlag, Würzburg 1999.
- 1979: Tex. Delacorte Press, New York.
  - Deutsche Ausgabe: Entscheidung in Oklahoma. Aus dem amerikanischen Englisch übersetzt von Cornelia Krutz-Arnold.  Sauerländer Verlag, Frankfurt am Main 1991.
- 1988: Taming the star runner. Delacorte Press, New York.
- 1995: Big David, Little David. Bilderbuch. Illustrationen von Alan Daniel. Doubleday Books for Young Readers, New York, ISBN 978-0-38531093-2.
- 1995: The puppy sister. Bilderbuch. Illustrationen von Jacqueline Rogers. Delacorte Press, New York, ISBN 978-0-38532060-3.
- 2004: Hawkes Harbor. Tor Books, New York, ISBN 978-0-76530563-3.
- 2007: Some of Tim’s Stories. Kurzgeschichten. Penguin, New York, ISBN 978-0-14241195-7.

## Verfilmungen
- 1982: Tex – Regie: Tim Hunter, mit Matt Dillon, Jim Metzler, Meg Tilly
- 1983: Die Outsider (The Outsiders) – Regie: Francis Ford Coppola, mit C. Thomas Howell, Matt Dillon, Ralph Macchio, Patrick Swayze, Rob Lowe
- 1983: Rumble Fish – Regie: Francis Ford Coppola, mit Matt Dillon, Mickey Rourke, Diane Lane, Dennis Hopper
- 1985: Jungs außer Kontrolle (That was then … this is now) – Regie: Christopher Cain, mit Craig Sheffer, Emilio Estevez
- 1990: The Outsiders (13-teilige US-Fernsehserie) – mit Jay R. Ferguson, Rodney Harvey, Boyd Kestner